# Antoni Florian Liechtenstein
Antoni Florian Liechtenstein, właśc. Anton Florian von Liechtenstein (ur. 28 maja 1656 w Wilfersdorfie, zm. 11 listopada 1721 w Wiedniu) – książę Liechtensteinu w latach 1718-1721, książę karniowski i opawski, hrabia Rietbergu.

## Życiorys
Antoni Florian urodził się 28 maja 1656 roku w Wilfersdorfie jako syn księcia Hartmanna III i jego żony Sidonii Elisabeth von Salm Reifferscheidt. 
15 października 1679 roku poślubił Eleonorę Barbarę von Thun und Hohenstein i doczekał się z nią jedenaściorga dzieci, jednak większość z nich zmarł w młodym wieku:
- Franciszek Augustyn (1680-1681)
- Eleonora (1681-1682)
- Antonia Maria Eleonora (1683-1715)
- Karol Józef Florian (1685-1686)
- Antoni Ignacy Józef (1689-1690)
- książę Józef I Jan Adam (1690-1732) – książę Liechtensteinu w latach 1721-1732.
- Innocenty Franciszek Antoni (1693-1707)
- Maria Karolina Anna (1694-1735)
- Karol Józef (1697-1704)
- księżna Anna Maria (1699-1753) – księżna Liechtensteinu w latach 1748-1753 jako żona Józefa Wacława I.
- Maria Eleonora (1703-1757)

W 1676 roku został szambelanem na dworze cesarza Leopolda I, gdzie szybko został oceniony jako utalentowany dyplomata. W 1687 reprezentował cesarza na koronacji Józefa I na króla Węgier, a 1689 został pierwszym świeckim dostojnikiem, który został specjalnym wysłannikiem cesarskim na dworze papieskim. Jego zadanie stało się trudniejsze po śmierci zaprzyjaźnionego papieża Innocentego XI, kiedy nowym został Aleksander VIII. W związku z tym w 1691 został awansowany na ambasadora cesarskiego. W 1695 roku został powołany do Tajnej Rady, a w 1697 odznaczony Orderem Złotego Runa. Towarzyszył arcyksięciowi Karolowi III w wyprawie do Hiszpanii, a następnie w przegranej wojnie o sukcesję hiszpańską. Ponadto wpadł w osobisty konflikt z pretendentem do tronu. Mimo tego nadal cieszył się zaufaniem rodziny cesarskiej i w 1711 roku uczestniczył w koronacji Karola VI na cesarza.
Ojciec Antoniego Floriana – Hartmann III, był synem Gundakara Liechtenstaina, który zaś był młodszym bratem księcia Karola I. Po bezdzietnej śmierci ostatniego potomka Karola I – Jana Adama I 16 czerwca 1712 roku, to właśnie na Antoniego powinna przejść większość majątku i tytuły po zmarłym kuzynie. Sprawę komplikowały osobiste relacje krewnych i niechęć Jana Adama I do Antoniego Floriana, spowodowała, że ziemie Schellenberg i Vaduz i godność księcia trafiły w ręce nieletniego bratanka Antoniego – Józefa Wacława I. Po wielu latach negocjacji udało się dojść do porozumienia z bratankiem, który 12 marca 1718 roku zrzekł się władzy na rzecz wuja. W zamian za ziemie Księstwa Liechtensteinu, młody Józef Wacław I otrzymał wieloletnią siedzibę Antoniego Floriana – Rumburg.
Dzięki wpływom Antoniego Floriana cesarz Karol VI podniósł 23 stycznia 1719 roku majątki Schellenberg i Vaduz do rangi księstwa cesarskiego, nadając mu imperialną bezpośredniość. Od tej pory książęta Liechtensteinu nie byli bez ziemi, wydarzenie to uważa się za początek państwa Liechtensteinu.